# Pétrel de Cook
Pterodroma cookii
Espèce
Statut de conservation UICN

 VU A2e;D2 : Vulnérable
Le Pétrel de Cook (Pterodroma cookii) est une espèce d'oiseaux marins. Il appartient à la famille des Procellariidae.

## Description
Il niche en Nouvelle-Zélande (île de la Petite Barrière, île de la Grande Barrière et île de la Morue) et migre à travers les îles pacifiques.